# مجله حسابرس
دوماهنامه تحلیلی، اطلاع‌رسانی، پژوهشی حسابرس یکی از معتبرترین نشریات حرفه‌ای حسابداری ایران است. این مجله حرفه‌ای با قدمتی بیش از ۱۴ سال - از اسفند ۱۳۷۷-  هم‌اکنون با شمارگان ۸۰۰۰ نسخه به‌طور دوماهنامه از سوی سازمان حسابرسی منتشر می‌شود. آخرین شماره این دوماهنامه - شماره ۶۳ – بهمن و اسفند ۱۳۹۱ منتشر شد.

## صاحب امتیاز و مدیر مسئول دوماهنامه حسابرس
- صاحب امتیاز: سازمان حسابرسی
- مدیر مسئول: هوشنگ نادریان
- سردبیر: یدالله مکرمی

## بخش‌های اصلی دوماهنامه حسابرس
طبق فهرست آخرین شماره منتشرشده دوماهنامه تحلیلی، اطلاع‌رسانی، پژوهشی حسابرس (۶۳، بهمن و اسفند ۱۳۹۱) بخش‌های اصلی این مجله عبارتند از:
- سرمقاله
- میزگرد
- بهاریه
- خبر: خلاصه خبرهای ایران و جهان، خلاصه خبرهای هیئت استانداردهای بین‌المللی حسابداری (IASB)، خلاصه خبرهای فدراسیون بین‌المللی حسابداران (IFAC)، خبرهای مدیریت تدوین استانداردها- سازمان حسابرسی، و رویدادهای حرفه در ایران و جهان

جلد آخرین شماره دوماهنامه تحلیلی، اطلاع‌رسانی، پژوهشی حسابرس، شماره ۶۳، بهمن و اسفند ۱۳۹۱

- مقاله‌ها

## آرشیو آنلاین
بر روی وب‌گاه رسمی دوماهنامه تحلیلی، اطلاع‌رسانی، پژوهشی حسابرس آرشیو آنلاین شماره‌های ۳۲ تا ۶۳ - به صورت رایگان - در دسترس همگان قرار دارد.